# 李文銳
李文銳（？—？），字鼎臣，號北苑，江南蘇州府長洲縣人，清朝政治人物。

## 生平
來自蘇州長洲莊渠李氏家族，為長房李孟莊支之後。高祖李吳滋，曾祖李楷，曾伯祖李模，本生祖父李炤，嗣祖父李煒，父李埴（字九博，號陶菴，1662-？）為太學生。母吳氏。兄李錦。從姑李靜芳為蔣深夫人，從姊李氏為蔣文瀾繼室。
李文銳為李埴次子，長洲庠生，康熙五十年（1711年）辛卯科江南鄉試舉人，五十四年（1715年）乙未科二甲第一名進士（傳臚），與兄長李錦同榜。選翰林院庶吉士，散館授編修，雍正十三年（1735年）任乙卯科河南鄉試正考官，乾隆二年（1737年）任丁巳科會試同考官。與兄長李錦共同參與纂修《康熙朝實錄》，官至司經局洗馬，卒於任。

## 家庭
夫人吳氏。有六子：長子李復泌（字侯鄴，號勤齋）為乾隆三年（1738年）戊午科順天鄉試副榜，十八年（1753年）任貴州永寧州知州；次子、三子、四子、五子早殤；六子李濬沾。